# IV Republika Francuska
IV Republika Francuska (fr. Quatrième République) – okres ustrojowy we Francji w latach 1946–1958, pod rządami czwartej konstytucji republikańskiej.

## Historia
Była to pod wieloma aspektami kontynuacja Trzeciej Republiki, która istniała przed II wojną światową. Francja przyjęła konstytucję Czwartej Republiki 13 października 1946 roku.
Poczyniono szereg prób wzmocnienia władzy wykonawczej, aby zapobiec chwiejnej sytuacji politycznej, która miała miejsce przed wojną, jednak niestabilność pozostała i doprowadzała do częstych zmian w rządzie. Sytuacja zaostrzyła się szczególnie w 1958 roku, w czasie wojny algierskiej, która spowodowała gwałtowną polaryzację społeczeństwa na algierskich kolonistów, prawicę i armię z jednej strony, a szeroko rozumianą lewicę, dążącą do rozmów pokojowych, z drugiej. Aby uporać się z tym problemem, zwrócono się do bohatera z II wojny światowej, generała Charles’a de Gaulle’a, który przyjął zaoferowaną mu władzę pod warunkiem, że zostanie przyjęta nowa konstytucja, wprowadzająca silną władzę prezydencką. Zmiany te doprowadziły do powstania Piątej Republiki.